# Miramar (Tamaulipas)
Miramar es una ciudad del municipio de Altamira al sureste del estado de Tamaulipas en México. Cuenta con 161,820 habitantes según el conteo oficial del INEGI de 2020, haciéndola la localidad más grande del municipio. Es parte de la Zona Metropolitana de Tampico.

## Geografía
La ciudad de Miramar se sitúa en el sur del estado de Tamaulipas, dentro del municipio de Altamira, sus coordenadas son 22°21′03″N 97°52′57″O / 22.35083, -97.88250, está a una altura media de 11 metros sobre el nivel del mar. Se encuentra totalmente conurbada con las ciudades de Tampico y Ciudad Madero al sur y con la ciudad de Altamira al norte. A sus orillas se encuentran hacia el oeste la Laguna de Miralta y hacia el este la Laguna Miramar y la Laguna El Gringo.

### Clima
Miramar al igual que todo el municipio de Altamira tiene un clima tropical subhúmedo. Tiene una temperatura media anual de 24.5 °C y una precipitación media de 976.3 milímetros. 
| Parámetros climáticos promedio de Altamira, Tamaulipas (25 m s. n. m.) | Parámetros climáticos promedio de Altamira, Tamaulipas (25 m s. n. m.) | Parámetros climáticos promedio de Altamira, Tamaulipas (25 m s. n. m.) | Parámetros climáticos promedio de Altamira, Tamaulipas (25 m s. n. m.) | Parámetros climáticos promedio de Altamira, Tamaulipas (25 m s. n. m.) | Parámetros climáticos promedio de Altamira, Tamaulipas (25 m s. n. m.) | Parámetros climáticos promedio de Altamira, Tamaulipas (25 m s. n. m.) | Parámetros climáticos promedio de Altamira, Tamaulipas (25 m s. n. m.) | Parámetros climáticos promedio de Altamira, Tamaulipas (25 m s. n. m.) | Parámetros climáticos promedio de Altamira, Tamaulipas (25 m s. n. m.) | Parámetros climáticos promedio de Altamira, Tamaulipas (25 m s. n. m.) | Parámetros climáticos promedio de Altamira, Tamaulipas (25 m s. n. m.) | Parámetros climáticos promedio de Altamira, Tamaulipas (25 m s. n. m.) | Parámetros climáticos promedio de Altamira, Tamaulipas (25 m s. n. m.) |
| Mes                                                                    | Ene.                                                                   | Feb.                                                                   | Mar.                                                                   | Abr.                                                                   | May.                                                                   | Jun.                                                                   | Jul.                                                                   | Ago.                                                                   | Sep.                                                                   | Oct.                                                                   | Nov.                                                                   | Dic.                                                                   | Anual                                                                  |
| ---------------------------------------------------------------------- | ---------------------------------------------------------------------- | ---------------------------------------------------------------------- | ---------------------------------------------------------------------- | ---------------------------------------------------------------------- | ---------------------------------------------------------------------- | ---------------------------------------------------------------------- | ---------------------------------------------------------------------- | ---------------------------------------------------------------------- | ---------------------------------------------------------------------- | ---------------------------------------------------------------------- | ---------------------------------------------------------------------- | ---------------------------------------------------------------------- | ---------------------------------------------------------------------- |
| Temp. máx. abs. (°C)                                                   | 33.0                                                                   | 35.0                                                                   | 42.0                                                                   | 41.0                                                                   | 46.0                                                                   | 39.0                                                                   | 44.0                                                                   | 39.0                                                                   | 40.0                                                                   | 38.0                                                                   | 37.0                                                                   | 36.0                                                                   | 46.0                                                                   |
| Temp. máx. media (°C)                                                  | 23.7                                                                   | 25.7                                                                   | 28.3                                                                   | 30.6                                                                   | 32.4                                                                   | 33.2                                                                   | 32.6                                                                   | 33.5                                                                   | 32.0                                                                   | 30.6                                                                   | 28.1                                                                   | 25.1                                                                   | 29.7                                                                   |
| Temp. media (°C)                                                       | 18.5                                                                   | 20.3                                                                   | 22.7                                                                   | 25.3                                                                   | 27.5                                                                   | 28.5                                                                   | 28.0                                                                   | 28.6                                                                   | 27.3                                                                   | 25.5                                                                   | 22.4                                                                   | 19.8                                                                   | 24.5                                                                   |
| Temp. mín. media (°C)                                                  | 13.3                                                                   | 14.8                                                                   | 17.1                                                                   | 20.0                                                                   | 22.6                                                                   | 23.7                                                                   | 23.4                                                                   | 23.7                                                                   | 22.6                                                                   | 20.4                                                                   | 16.7                                                                   | 14.5                                                                   | 19.4                                                                   |
| Temp. mín. abs. (°C)                                                   | 2.0                                                                    | 1.0                                                                    | 2.5                                                                    | 7.0                                                                    | 5.5                                                                    | 14.0                                                                   | 7.0                                                                    | 19.0                                                                   | 11.0                                                                   | 10.0                                                                   | 0.9                                                                    | -4.0                                                                   | -4.0                                                                   |
| Precipitación total (mm)                                               | 39.9                                                                   | 15.4                                                                   | 17.0                                                                   | 27.3                                                                   | 38.1                                                                   | 143.7                                                                  | 151.6                                                                  | 128.7                                                                  | 243.5                                                                  | 113.7                                                                  | 28.7                                                                   | 28.7                                                                   | 976.3                                                                  |
| Días de precipitaciones (≥ 1 mm)                                       | 5.5                                                                    | 3.0                                                                    | 2.8                                                                    | 2.6                                                                    | 4.7                                                                    | 8.5                                                                    | 9.0                                                                    | 8.9                                                                    | 13.0                                                                   | 7.8                                                                    | 4.9                                                                    | 4.9                                                                    | 75.6                                                                   |
| Fuente: Servicio Meteorológico Nacional                                |                                                                        |                                                                        |                                                                        |                                                                        |                                                                        |                                                                        |                                                                        |                                                                        |                                                                        |                                                                        |                                                                        |                                                                        |                                                                        |

## Demografía
Miramar, de acuerdo al censo del año 2020 tiene 161,810 habitantes, 79,789 hombres y 82,031 mujeres. Tiene un área de 33.0 km² y una densidad de población de 4,907 personas por kilómetro cuadrado.
La ciudad es la 7.º ciudad más poblada de Tamaulipas y la 91° ciudad más poblada de México. La ciudad ha experimentado uno de los crecimientos demográficos más grandes del estado tamaulipeco derivado de la conurbación física con la ciudad de Tampico, que debido a no contar con más espacio municipal, ha extendido sus límites y su influencia sobre la ciudad de Miramar que al ubicarse en el extenso territorio del municipio de Altamira recibe toda la nueva población que llega a la Zona Metropolitana de Tampico pasando así de ser una población rural que no sobrepasaba los 2,000 habitantes en la década de 1980 a ser una de las principales urbes del estado con una población cercana a los 200,000 habitantes, por lo que se espera que en las siguientes décadas se convierta en la ciudad más poblada de la ZM de Tampico. 
Tiene un índice de fecundidad de 1.84 hijos por mujer; el grado promedio de escolaridad es de 10.12 años; el 3.94 por ciento de la población es indígena.

### Población de Miramar 1930-2020[13]
| Gráfica de evolución demográfica de Miramar entre 1930 y 2020                                     |
|                                                                                                   |
| Población de los censos del Instituto Nacional de Estadística y Geografía (INEGI) de 1930 a 2020. |